# Paspalum hispidum
Paspalum hispidum är en gräsart som beskrevs av Jason Richard Swallen. Paspalum hispidum ingår i släktet tvillinghirser, och familjen gräs. Inga underarter finns listade i Catalogue of Life.